# دایواندو داگنه
دایواندو داگنه (انگلیسی: Diawandou Diagne؛ زادهٔ ۸ نوامبر ۱۹۹۴) یک بازیکن فوتبال اهل سنگال است که به شکل قرضی از بارسلونا در پست دفاع وسط برای اوپان در لیگ برتر فوتبال بلژیک بازی می‌کند.
از باشگاه‌هایی که در آن بازی کرده‌است می‌توان به باشگاه فوتبال بارسلونا و اوپان اشاره کرد.
وی همچنین در تیم ملی فوتبال سنگال بازی کرده است.